# کورنلیمونشتر
کورنلیمونشتر (به آلمانی: Kornelimünster) یک منطقهٔ مسکونی در آلمان است که در آخن واقع شده‌است.
 کورنلیمونشتر  ۳٬۷۲۰ نفر جمعیت دارد.